# Hautmont
Hautmont – miasto i gmina we Francji, w regionie Hauts-de-France, w departamencie Nord.
Według danych na rok 1990 gminę zamieszkiwało 17 475 osób, a gęstość zaludnienia wynosiła 1424 osób/km² (wśród 1549 gmin regionu Nord-Pas-de-Calais Hautmont plasuje się na 37. miejscu pod względem liczby ludności, natomiast pod względem powierzchni na miejscu 212.).
Od 1958 Hautmont jest miastem partnerskim Kalisza.